# Għargħur FC
El Gharghur FC es un equipo de fútbol de Malta que juega en la Segunda División de Malta, la tercera liga de fútbol más importante del país.

## Historia
Fue fundado en el año 1971 en la ciudad de Gharghur y nunca han jugado en la Premier League de Malta, a pesar de ser el único equipo de fútbol de la ciudad.

## Palmarés
- Tercera División de Malta (1): 2010/11[2]

## Jugadores

### Equipo 2015/16
Joeph Durán mediocapista

## Jugadores destacados
- Raymond Xuereb[3]

## Entrenadores
- Ronnie Fenech (?-2002)[4]
- Martin Gregory (2002-?)[4]

## Palmarés
- Tercera División de Malta (2): 2009, 2011